# Лю Цзиє
Лю Цзиє (кит. трад.: 劉子業; піньїнь: Liu Ziye; 25 лютого 449 — 1 січня 466) — шостий імператор Лю Сун з Південних династій.

## Правління
Зійшов на престол після смерті батька, Лю Цзюня, 464 року. Втім правління юнака-імператора виявилось нетривалим. Лю Цзиє славився своїми імпульсивними насильницькими вчинками, включаючи вбивства багатьох високопосадовців та сексуальну розбещеність. Вже за рік був убитий. Місце на троні зайняв його дядько Лю Ю.

## Девізи правління
- Юнґуан (永光) 465
- Цзінхе (景和) 465